# Регисайм
Региса́йм (фр. Réguisheim) — коммуна на северо-востоке Франции в регионе Гранд-Эст (бывший Эльзас — Шампань — Арденны — Лотарингия), департамент Верхний Рейн, округ Тан — Гебвиллер, кантон Энсисем. До марта 2015 года коммуна в составе кантона Энсисем административно входила в округ Гебвиллер.
Площадь коммуны — 23,87 км², население — 1741 человек (2006) с тенденцией к росту: 1810 человек (2012), плотность населения — 75,8 чел/км².

## Население
Численность населения коммуны в 2011 году составляла 1802 человека, а в 2012 году — 1810 человек.
| 1962 | 1968 | 1975 | 1982 | 1990 | 1999 | 2004 | 2006 | 2008 | 2011 | 2012 |
| ---- | ---- | ---- | ---- | ---- | ---- | ---- | ---- | ---- | ---- | ---- |
| 1273 | 1239 | 1304 | 1612 | 1536 | 1660 | 1749 | 1741 | 1730 | 1802 | 1810 |

Динамика населения:

## Экономика
В 2010 году из 1185 человек трудоспособного возраста (от 15 до 64 лет) 891 были экономически активными, 294 — неактивными (показатель активности 75,2 %, в 1999 году — 70,8 %). Из 891 активных трудоспособных жителей работали 816 человек (430 мужчин и 386 женщин), 75 числились безработными (31 мужчина и 44 женщины). Среди 294 трудоспособных неактивных граждан 84 были учениками либо студентами, 124 — пенсионерами, а ещё 86 — были неактивны в силу других причин.
На протяжении 2011 года в коммуне числилось 730 облагаемых налогом домохозяйств, в которых проживало 1774,5 человека. При этом медиана доходов составила 22375 евро на одного налогоплательщика.

## Достопримечательности (фотогалерея)
- Церковь Сен-Этьен
- Колокольня